# Encyrtus longipes
Encyrtus longipes is een vliesvleugelig insect uit de familie Encyrtidae. De wetenschappelijke naam is voor het eerst geldig gepubliceerd in 1874 door Walker.